# Krzem polikrystaliczny

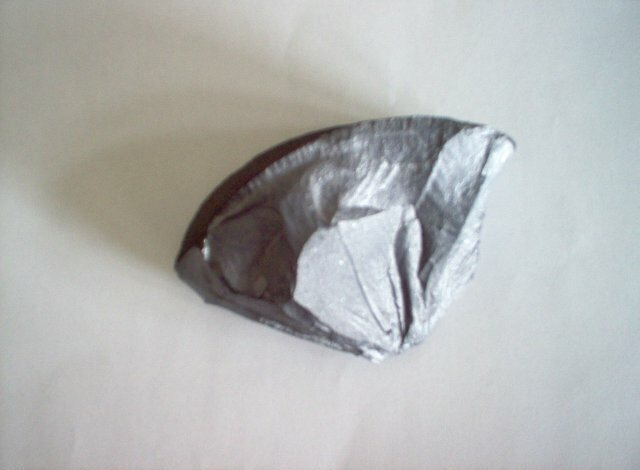
Odłamek polikrystalicznego krzemu (używany do produkcji monokrystalicznego krzemu)

Krzem polikrystaliczny popularnie zwany polikrzemem – polikrystaliczna postać krzemu o wysokiej czystości, jest stosowany w fotowoltaice oraz jako surowiec do produkcji krzemu monokrystalicznego.
Technicznie „polikrzem”, to zlepek monokryształów krzemu o rozmiarach od 1 do 100 µm, między którymi występuje niemal całkowicie amorficzny krzem.
Bloki krzemu, w którym występują monokryształy krzemu o rozmiarach rzędu 10 nm – 1 µm, które są poprzedzielane amorficznym krzemem jest nazywany mikrokrystalicznym krzemem lub nanokrystalicznym krzemem.
Polikrystaliczny krzem wykorzystywany jest do produkcji paneli fotowoltaicznych polikrystalicznych. Ogniwa w tym przypadku produkowane są z płytek zawierających wiele pojedynczych kryształów krzemu. Połączenie dużej liczby kryształów sprawia, że elektrony mają mniejszą swobodę przemieszczania się, przez co wydajność tych paneli jest mniejsza w porównaniu do paneli monokrystalicznych, które stanowią monokryształ krzemu.